# Mahmuttırı, Gerze
Mahmuttırı là một xã thuộc huyện Gerze, tỉnh Sinop, Thổ Nhĩ Kỳ. Dân số thời điểm năm 2011 là 198 người.